# 集市

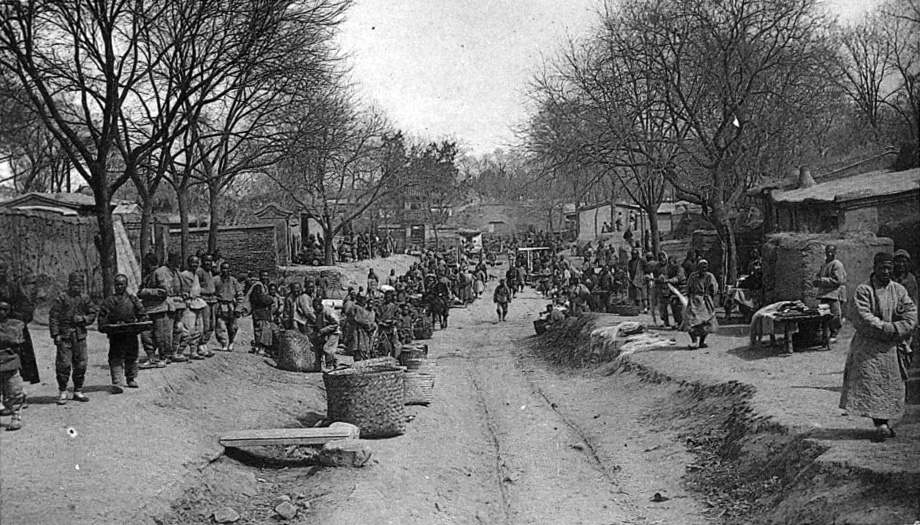
中国村庄的集市，法军拍摄（1900年-01年）。

集市、墟市（英語：Market）是位於鄉村地區的週期性商品交易地點，通數隔日或數日開市一次，在中國北方通常叫集，在南方叫墟。商贩、居民赶往集市交易，中国北方称为赶集，南方则称为趁墟。集市是地區性的，買賣雙方都以附近村民為主，貨品主要是日常必需品，外來客商只居次要地位。繁榮的集市會發展成為城鎮。從宋代到清代，中國的集市數目隨著人口上昇而增加。
由于歷史變遷，中國大陸的墟市大多已不再稱爲「墟」，現今仍然保留傳統「墟」之名的墟市大部分都在香港或廣東，廣東很多時寫成圩；不過香港的「墟」多在1950年代後逐漸市鎮化，墟市多已演變成商住混合區，例如大埔墟、石湖墟等，僅有「墟」之名，性質已與傳統的墟市相差甚遠。

## 名稱來由
「廛，市中空地也，即虛也，地之虛處為廛，天之虛處為辰，辰亦曰躔，其義一也。」（《周禮》）「昔者聖人日中為市，聚則盈，散則虛。今北名集，從聚也；南名虛，從散也。」（《石洞集》）「粵謂野市曰虛，市之所在，有人則滿，無人則虛。滿時少，虛時多，故曰虛也，虛即廛也。」（《廣東新語》）

## 形成與發展
好些鄉村地區遠離城市，村民要跑到老遠的城市做買賣很不經濟，集市於是應運而生。集市與村莊數目的比例可以高達1比50有多。當人口或村莊數目上升時，集市規模會擴大，即趕集人數增加；然後會增加新的集期，最後成立新集市，使集市與村莊的比例下降。如此周而復始。從宋代到清代，中國集市數目大幅上升。例如南宋時，寧波附近的4個縣共有26個集市，到清光緒年間，相同地區有170個集市。大體上人口和村莊數目增加，集市亦會增加。但因洪水、盜賊、失收等，集市有時也會消亡。在山區，集市一般較平原疏落。假如集市交通方便，便於商品的集散，或居民增加，集市會天天開市，發展成城鎮。

## 運作
集市周期性開市，大約每兩日或三數日開市一日，或每十日三次，為期幾天、或為某種產品收成開市售賣，集期往往由村莊或集鎮的長者決定。開市日也不一定整天做買賣，熱鬧時間多半在早上。墟市主顧多是住在附近的村民，人數不多，又非富有，購買力很小；賣出貨物的，也大多是住在附近鄉村的生產者，技術低下，貨品不多，故不必天天開市。有些墟市也有固定的商店或酒肆。一般墟市貿易小，商稅收入也微小。有時墟市買賣有「牙人」作中間人來主持，也負責貨物的度量衡。墟市中貨物，主要是日常生活必需品，如菜、茶、米、酒、雞、豬、魚、豆等食物、布、紙、箕箒等手工製品，以及柴薪。貨品多半由生產者直接出賣，不經商人作媒介。當中也有小部份貨物由城市工匠製造，和外地生產的鹽，由商人遠道攜來，商人也會從墟市販運貨物到城市。故墟市或有客店或邸店，邸店提供住宿，也讓客商堆存貨物，既是客棧又是貨棧。